# Jardim do Colégio
Jardim do Colégio é um bairro da Zona Nordeste da cidade de São Paulo, situado no distrito de Santana. É administrado pela Subprefeitura de Santana.